# Neukirchen (Ostholstein)

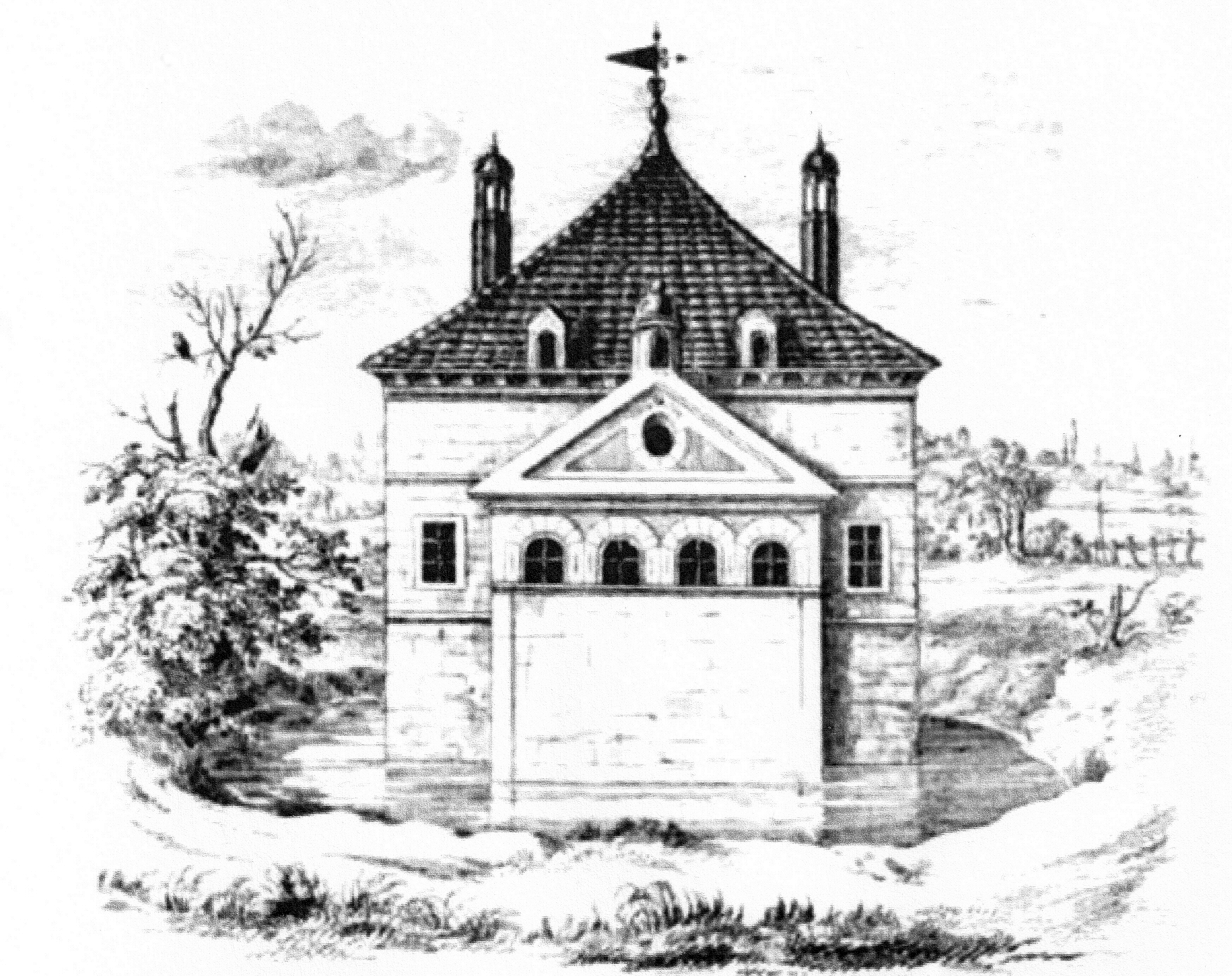
Das ehemalige Gutshaus Satjewitz

Neukirchen ist eine Gemeinde im Kreis Ostholstein in Schleswig-Holstein.

## Geographie

### Geographische Lage
Das Gebiet der Gemeinde Neukirchen erstreckt sich direkt von der Brandungszone der Ostsee südlich vom Großenbroder Binnensee im Landschaftsbereich des Naturraums Nordoldenburg und Fehmarn (Haupteinheit Nr. 703), eines der schleswig-holsteinischen Hügelländer. Die Ostsee brandet im Gemeindegebiet an einem 5,6 km langen Strand.

### Ortsteile
Bürau, Georgshof, Godderstorf, Klingstein, Kraksdorf, Löhrstorf, Michaelsdorf, Meeschendorf, Meeschendorfer Weide, Ölendorf, Ostermade, Sahna, Satjewitz, Seekamp, Sütel und Wulfshof liegen im Gemeindegebiet.

### Nachbargemeinden
Unmittelbar Neukirchen  umgebende Gemeindegebiete sind:
| Heiligenhafen | Großenbrode                                 |  |
| Gremersdorf   | Kompassrose, die auf Nachbargemeinden zeigt |  |
|               | Heringsdorf                                 |  |

## Geschichte
Der Ort im Gebiet der Landschaft Wagrien wurde 1259 erstmals als Kerghvelde erwähnt und ist nach seiner Kirche benannt. Die romano-gotische St.-Antonius-Kirche aus Backstein wurde 1244/45 von Adolf IV. von Schauenburg und Holstein gestiftet.
In der Molkerei wurde 1914 die erste Trockenmilch in Deutschland produziert. Sie wurde Anfang der 1960er Jahre geschlossen.

### Gut Löhrstorf
Das adlige Gut Löhrstorf (früher Löhrstorff) wurde im 14. Jahrhundert erstmals erwähnt.
Das Herrenhaus ist ein massiver Bau mit einem Mansarddach und liegt an einem weitläufigen Park. Die Hofinsel mit Herrenhaus und Wirtschaftsgebäuden ist von einem breiten Graben umgeben und nur über zwei Brücken zu erreichen.
Im Jahr 1384 wurde das Gut als Besitztum des Zisterzienserklosters Reinfeld genannt, kam aber bald darauf in den Besitz derer von Rantzau und blieb über 300 Jahre bei dieser großen Familie. Danach hatte Löhrstorf noch verschiedene Besitzer, wie von Bülow, von Hardenberg und von Reventlow. 1722 wurde unter Freiherr Cuno Josua von Bülow ein Anbau an das Herrenhaus errichtet und mit wertvollen Stuckaturen ausgestattet, die dem italienischen Stuckateur Giuseppe Moggia zugeschrieben werden. Seit 1904 ist das Gut im Besitz der Familie Paarmann, die das Herrenhaus im Jahr 1920 durch den Lübecker Architekten Wilhelm Bräck großzügig umbauen ließ (Raumausmalung von Albert Aereboe, Gartengestaltung nach Plänen von Harry Maasz). Noch heute gehören zum Gut Löhrstorf mehrere hundert Hektar Ackerland, von denen ein Teil direkt an den Hof angrenzt.

### Gut Seekamp
Gut Seekamp wurde 1798 errichtet und war zunächst ein Meierhof. Später war das Gut ein Bauernhof, zu dem damals wie heute hunderte Hektar Land gehören. Heute gehört das Gut Seekamp der Familie Rickert, die in den 1950er Jahren ebenfalls den Campingplatz Seekamp am Großenbroder Binnensee errichtet hat.

### Gut Satjewitz
Das Dorf Satjewitz, aus dem das Gut hervorging, wurde 1433 erstmals erwähnt.

### Gut Bürau
Das Dorf Bürau, aus dem das Gut hervorging, wurde Mitte des 15. Jahrhunderts erstmals erwähnt.

### Gut Godderstorf
Das Dorf Godderstorf, aus dem das Gut hervorging, wurde Anfang des 15. Jahrhunderts erstmals erwähnt. Mitte des 18. Jahrhunderts war Godderstorf ein adliges Gut, das Herrenhaus wurde 1880 errichtet.

### Klingstein – Klingsteen
Klingstein war ehemals ein Dorf von zehn slawischen Hufen. Dann gehört es einer Vikarie der Kirche zu Lütjenburg. 1612 lag eine Hufe verwaist. 1663 gehörte das Dorf zum Gut Satjewitz, später ist es an das Gut Löhrstorf verkauft worden. Anfang 1903 kaufte die Berliner Landbank das Gut Löhrstorf und parzellierte es. Der Haupthof kam am 1. August 1904 an seinen jetzigen Besitzer. Auch Klingstein wurde an diesem Datum eigenständig.

## Politik

### Gemeindevertretung
Die Wahl 2023 ergab folgendes Ergebnis:
| Gemeindevertretungswahl Neukirchen 2023 %50403020100 44,6 %37,6 %17,8 % CDUFBNSPDGewinne und Verlusteim Vergleich zu 2018 %p 4 2 0 −2 −4+0,2 %p−2,3 %p+2,1 %pCDUFBNSPD | Sitzverteilung in der Gemeindevertretung Neukirchen seit 2023Insgesamt 11 Sitze - SPD: 2 - FBN: 4 - CDU: 5 |

### Verwaltung
amtsangehörige Gemeinde des Amtes Oldenburg-Land

### Wappen
Blasonierung: „Über blauem Wellenschildfuß, darin zwei auswärts geneigte goldene Weizenähren, in Silber eine rote Kirche mit Kirchturm zwischen zwei grünen Lindenbäumen.“

## Wirtschaft
Die Gemeinde ist überwiegend landwirtschaftlich geprägt.
Daneben ist der Fremdenverkehr ein wesentlicher Wirtschaftszweig. Es gibt etwa zehn Campingplätze und mehrere Ferienwohnungen in der Gemeinde.

## Verkehr
Durch das Gemeindegebiet verlaufen die Bundesstraße 501 Heiligenhafen–Neustadt in Holstein sowie die Bahnstrecke Lübeck–Puttgarden. Die nächstgelegenen Bahnhöfe, Großenbrode und Oldenburg (Holst), sind jeweils fünf bzw. zehn Kilometer nordöstlich bzw. südwestlich gelegen. Durch die verschiedenen kleinen Orte fahren Linienbusse, mit denen man die nächstgelegenen Bahnhöfe erreichen kann. Von beiden Bahnhöfen kann man nach Fehmarn oder Lübeck fahren. Die Gemeinde Neukirchen wird auch vom Anrufbus Ostholstein der Autokraft versorgt.

## Persönlichkeiten
- Der Komponist und Organist Christian Flor (1626–1697) wurde in Neukirchen geboren.
- Die Lyrikerin Doris Runge (* 1943) ist in Neukirchen aufgewachsen.